# Castillon-la-Bataille
Castillon-la-Bataille – miejscowość i gmina we Francji, w regionie Nowa Akwitania, w departamencie Żyronda, nad rzeką Dordogne w pobliżu ujścia Lidoire.
Według danych na rok 1990 gminę zamieszkiwało 3020 osób, a gęstość zaludnienia wynosiła 532 osób/km² (wśród 2290 gmin Akwitanii Castillon-la-Bataille plasuje się na 140. miejscu pod względem liczby ludności, natomiast pod względem powierzchni na miejscu 1383.).

## Historia
W 1453 roku miała tu miejsce bitwa pod Castillon – ostatnia bitwa wojny stuletniej.